# Urieta Kazahendike
Urieta Kazahendike (auch Johanna Maria Kazahendike oder Johanna Gertze; * September 1837; † 3. Juli 1936 in Otjimbingwe) war eine Übersetzerin, Lehrerin und Hebamme. Sie war die erste Herero, die sich christlich taufen ließ.

## Biographie
Urieta Kazahendike war die Tochter von Kazahendike und dessen Frau Kariaavihe. Ihre Mutter war eine Herero, ihr Vater ein Damara, weshalb sie nach den Stammesgesetzen als Herero galt. Ihre Familie war während kriegerischer Auseinandersetzungen in den 1840er Jahren in der Gegend des heutigen Zentral-Namibia entwurzelt worden und verarmt und suchte, wie andere auch, Schutz in christlichen Missionen. Im Alter von elf oder zwölf Jahren kam Urieta Kazahendike zu dem deutschen Missionar Carl Hugo Hahn und zu dessen englischer Frau Emma, geborene Hone, die seit 1844 in der Region des heutigen Namibia lebten. Kazahendike wohnte mit den Hahns in Otjikango, rund 70 Kilometer nördlich von Windhoek, von den Missionaren Neu-Barmen genannt. 1855 folgte sie den Hahns nach Otjimbingwe, westlich von Otjikango.
Ab 1849 arbeitete Urieta als Dienstbotin für die Familie Hahn, während sie gleichzeitig die von den Missionaren gegründete Schule besuchte und später dort unterrichtete. Einige Zeit lebte sie auch in den Haushalten der Missionare Johannes Rath und Hermann Kreft. Am 25. Juli 1858 wurde sie getauft und nahm den Namen Johanna Maria an. Es war Hahns erste Taufe seit seiner Ankunft in Namibia. Er notierte, dass Urietas Konversion sowie ihre Weigerung, einen älteren, nicht-christlichen Mann zu heiraten, zum Bruch mit ihrer Familie geführt habe.
1860 reiste Urieta Kazahendike mit den Hahns nach Deutschland. Dort wurde die „Schwarze Johanna“ als „lebender Beweis“ für den guten Verlauf von Missionierungen in Deutsch-Südwestafrika präsentiert, um Spendengelder einzusammeln. Tatsächlich gingen die Missionierungen nur sehr zögerlich voran, und es waren Zweifel an der Wirksamkeit der Arbeit der Rheinischen Missionsgesellschaft, für die Hahn tätig war, geäußert worden. Sie beriet Hahn und den Bertelsmann-Verlag bei der Ausgabe von Hahns Büchern. Darüber hinaus arbeitete Urieta im Haushalt der Hahns in Gütersloh wieder als Dienstbotin, bis sie aus gesundheitlichen Gründen 1861 über Amsterdam allein nach Deutsch-Südwestafrika zurückreiste. Während dieser langen Schiffsreise führte sie Übersetzungen des Alten und des Neuen Testaments, von Luthers Katechismus und christlichen Hymnen in ihre Muttersprache Otjiherero fort, die sie gemeinsam mit Hahn begonnen hatte.
Urieta Kazahendike beherrschte neben Otjiherero Deutsch, Englisch, Afrikaans sowie Khoekhoegowab, die Sprache der Nama. Ihre Arbeit war von unschätzbarem Wert für Hahn, fand aber keine öffentliche Anerkennung. Carl Hugo Hahn publizierte mehrere Bücher, darunter eine Grammatik und ein Wörterbuch des Otjiherero, und erhielt dafür 1873 die Ehrendoktorwürde der Universität Leipzig. Ihre Schwester Kambauruma/Magdalena war die erste Herero, die in ihrer Muttersprache schrieb. Sie arbeitete als Lehrerin und schrieb 28 Herero-Märchen für den Sprachwissenschaftler Wilhelm Bleek nieder.
Nach ihrer Rückkehr aus Deutschland heiratete Urieta Kazahendike 1864 Samuel Gertze, einen Witwer, der in der Mission arbeitete; die Ehe war von Hahn arrangiert worden. Er hatte acht Kinder aus erster Ehe, und gemeinsam bekamen Kazahendike und Gertze nochmals neun. Nach dem Tod von Gertze im Jahre 1889 arbeitete seine Witwe als Kindergärtnerin und als Hebamme. Sie war die erste Hebamme in Deutsch-Südwestafrika, die auch weiße Frauen bei Geburten betreute. Am 25. Juli 1933 wurde der 75. Jahrestag ihrer Taufe gefeiert. Sie starb 1936 im Alter von 99 Jahren. Sie ist gemeinsam mit ihrem Mann auf dem Friedhof von Otjimbingwe begraben.
1999 wurde in Namibia eine Briefmarke herausgegeben, die Johanna Gertze alias Urieta Kazahendike gewidmet ist.